# Laroche-Saint-Cydroine
Laroche-Saint-Cydroine – miejscowość i gmina we Francji, w regionie Burgundia-Franche-Comté, w departamencie Yonne.
Według danych na rok 1990 gminę zamieszkiwały 1373 osoby, a gęstość zaludnienia wynosiła 153 osoby/km² (wśród 2044 gmin Burgundii Laroche-Saint-Cydroine plasuje się na 164. miejscu pod względem liczby ludności, natomiast pod względem powierzchni na miejscu 989.).